# 余孝其
余孝其（1965年7月—），男，汉族，四川资中人，1991年6月加入中国共产党，1993年4月参加工作，四川大学有机化学专业毕业，教授，博士研究生。现任中共四川省委教育工委副书记，四川省教育厅党组书记、厅长。中国化学会化学生物学专业委员会委员，中国化学会超分子化学专业委员会委员，四川省化学化工学会副理事长。
他也是四川大学化学学院教授、博士生导师，主要从事生物荧光探针与生物成像、基因及药物递送材料、生物催化与仿生催化等方面的研究工作。入选中华人民共和国教育部2009年度“长江学者”特聘教授、新世纪百千万人才工程国家级人选。

## 生平
1983.09--1987.09 四川大学化学系化学专业学习，获理学学士学位
1987.09--1993.04 四川大学化学系有机化学专业研究生（硕博连读）学习，获理学博士学位
1993.04--1994.04 四川大学化学系工作（其间:1993.06评为讲师）
1994.04--1996.11 四川联合大学化学系工作（其间:1994.10评为副教授）
1996.11--1998.07 四川联合大学化学系副主任
1998.07--2005.07 四川联合大学化学系（化学学院）工作（其间:1998.07-2002.12享受副处级调研员待遇；1999.05评为教授）
2005.07--2010.12 四川大学科技处副处长
2010.12--2017.06 四川大学化学学院院长
2017.06--2018.08 四川大学党委组织部部长
2018.08--2020.11 西华大学副校长、党委常委
2020.11--2020.12 西华大学党委书记、副校长
2020.12--2022.09 西华大学党委书记
2022.09--        中共四川省委教育工委副书记，四川省教育厅党组书记、厅长